# وودرو (کلرادو)
وودرو (به انگلیسی: Woodrow) یک منطقهٔ مسکونی در ایالات متحده آمریکا است که در شهرستان واشینگتن، کلرادو واقع شده‌است. وودرو ۱٬۳۶۹ متر بالاتر از سطح دریا واقع شده‌است.